# 1086
1086 (MLXXXVI) a fost un an obișnuit al calendarului iulian.

## Evenimente
- 6 ianuarie: Procesul episcopului Leon de Chalcedonia, care protestate împotriva deciziei lui Alexios I Comnen de a rechiziționa bunurile Bisericii; episcopul este depus și exilat de către un conciliu ținut la Blacherne.
- 30 iunie: Iusuf ibn Tashfin debarcă la Algeciras, marcând începutul cuceririi Andalusiei de către almoravizi.

- 10 iulie: Regele Canut al IV-lea al Danemarcei este asasinat în urma unei revolte provocate de impozitele ridicate, determinate de pregătirile unei expediții asupra Angliei.

- 11 august: Împăratul Henric al IV-lea este înfrânt la Bleichfeld de către competitorul său, Hermann de Salm.

- 23 octombrie: Bătălia de la az-Zallaqah (Sagrajas). Regele Alfonso al VI-lea al Castiliei și Leonului este înfrânt de către almoravizi, chemați în ajutor de către Abbad al III-lea al Sevillei.

### Nedatate
- martie: Acord între Roger Borsa și Bohemund de Tarent, prin care cei doi își recunosc reciproc stăpânirile din statul normand din Italia de sud.
- La moartea lui Soliman I, emirul selgiucid Tutush, fiul lui Alp-Arslan, îi revendică teritoriile și pătrunde în Anatolia cu scopul de a-l elimina pe Abu'l-Qasim, însă bizantinii îl obligă să se retragă.

- Pecenegii invadează Tracia, zdrobind armata domesticului Grigore Pakourianos, care este ucis; atacați de o nouă armată bizantină, condusă de generalul Tatikios, care le blochează căile către Adrianopol și Philipopol, invadatorii sunt nevoiți să se retragă.

- Tatikios, general al lui Alexios I Comnen, asediază fără succes Niceea; guvernatorul Niceei în numele sultanului Soliman I, Abu'l-Qasim, atacă la rândul său Constantinopolul, dar este respins de către bizantinii conduși de Tatikios și de Manuel Boutoumites.

## Arte, Știință, Literatură și Filozofie
- Fondarea unei mănăstiri pentru călugărițe la Kiev, cu hramul Sfântului Andrei.
- Sultanul selgiucid Malik Șah I reconstruiește moscheea Imam Ali din Najaf, după ce fusese distrusă de un incediu.

## Înscăunări
- 24 mai: Papa Victor al III-lea (1086-1087).
- 10 iulie: Olaf I Hunger, rege al Danemarcei (1086-1095).
- 25 septembrie: Guillaume al IX-lea, conte de Poitou și duce de Aquitania (1086-1127).

## Nașteri
- Al-Shahrastani, filosof, teolog și istoric din Iran (d. 1153).

## Decese
- 21 mai: Richilde, contesă de Mons și Hainaut (n. ?)
- 21 mai: Wang Anshi, om de stat, economist și poet chinez (n. 1021)
- 10 iulie: Knut al IV-lea al Danemarcei (n. 1042)
- 25 septembrie: Guillaume al VIII-lea, duce de Aquitania (n. 1024)
- Sima Gang, istoric și om politic chinez (n. 1019)